# Sebastian Friedrich von Kötteritz (Landdrost)
Sebastian Friedrich von Kötteritz (* August 1623 in Meißen; † 13. August 1666 in Oldenburg) war Landdrost der Grafschaft Oldenburg.

## Leben
Kötteritz wurde als Sohn des kurfürstlich-sächsischen Geheimen Rats Sebastian Friedrich von Kotteritz († 1628) und dessen Ehefrau Dorothea Sophia geb. von Einsiedel geboren. Seine Mutter starb wenige Wochen nach seiner Geburt.
Er wuchs bei entfernten Verwandten auf und begann im Oktober 1639 seine Studien an der Universität Wittenberg, ging 1641 an die Universität Jena, 1642 an die Universität Leipzig und beendete schließlich seine weitgefächerte Ausbildung 1644 wiederum in Wittenberg. Im folgenden Jahr trat er in die Dienste des Kurfürsten Johann Georg I. von Sachsen, der ihn der sächsischen Gesandtschaft bei den Friedensverhandlungen in Osnabrück und Münster zuteilte. Seit 1646 arbeitete Kötteritz auch für den schwedischen Gesandten Johann von Oxenstierna, der ihn dem oldenburgischen Grafen Anton Günther von Oldenburg empfahl, als dieser einen Prinzenerzieher für seinen unehelichen Sohn  suchte. 1649 trat er daraufhin in oldenburgische Dienste und begleitete als Hofmeister von 1650 bis 1653 Anton I. von Aldenburg auf seiner großen Kavalierstour durch Deutschland, Italien, Frankreich, Holland und England.
Nach seiner Rückkehr wurde Kötteritz am 1. Januar 1654 zum Rat ernannt und in den folgenden Jahren mit einer Reihe diplomatischer Sondermissionen betraut. 1656 setzte Anton Günther zu seiner eigenen Entlastung einen Geheimen Rat ein, dem wiederum auch Kötteritz angehörte. Dieses kleine Gremium war als beratendes Organ für alle Regierungsangelegenheiten vorgesehen, stellte allerdings schon zwei Jahre später seine Tätigkeit wieder ein. Kötteritz rückte danach rasch an die Spitze der oldenburgischen Verwaltung. 1657 wurde er Drost von Varel und Jade und drei Jahre später Landdrost von Oldenburg. In dieser Funktion nahm Kötteritz als oberster Beamter der Grafschaft praktisch die Stellung eines leitenden Ministers späterer Zeiten ein. Auf sein Drängen richtete Anton Günther 1663 den Geheimen Rat neu ein und bestellte Kötteritz zu dessen Direktor, der diese Position bis zu seinem Tode innehatte. Die Verbindung des Landdrostenamtes mit der Funktion eines Direktors des Geheimen Rats wirkte sich günstig aus und sicherte die Existenz dieses Gremiums, das als Etatsrat in der dänischen Zeit der Grafschaft von 1667 bis 1773 als oberstes Regierungskollegium weiterbestand.

## Familie
Kötteritz heiratete am 24. November 1659 Anna Catharina geb. von und zu Fräncking (1632–1677), die Tochter des jeverschen Regierungspräsidenten Johann Sigismund von und zu Fräncking (1583–1663) und dessen erster Ehefrau Ottilia Catharina geb. von Veltheim (1603–1652).